# 25053 Matthewknight
25053 Matthewknight è un asteroide della fascia principale. Scoperto nel 1998, presenta un'orbita caratterizzata da un semiasse maggiore pari a 2,9907320 UA e da un'eccentricità di 0,0743793, inclinata di 8,95631° rispetto all'eclittica.